# Microscope électronique
Pour les articles homonymes, voir Microscope et Microscopie.

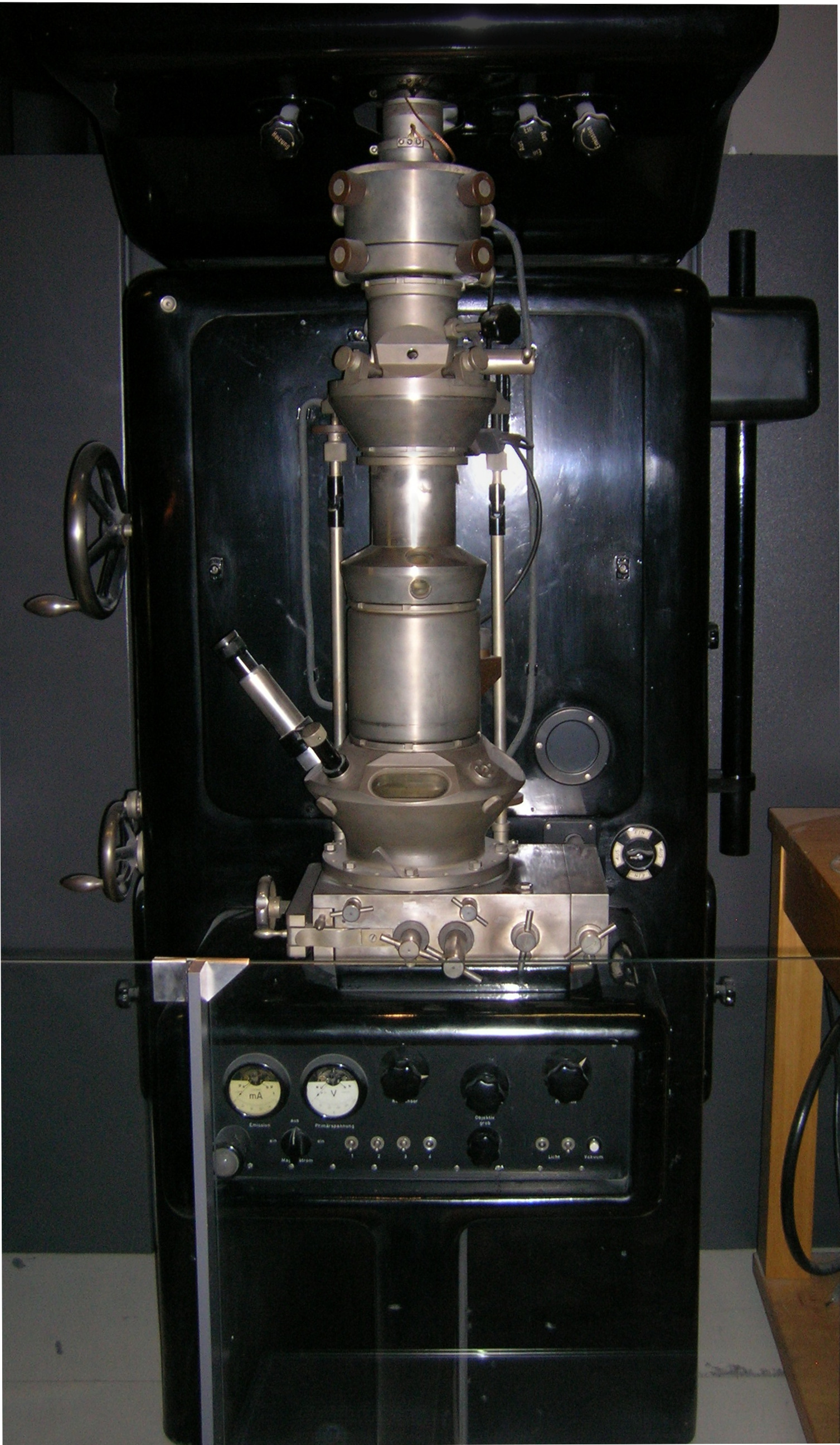
Microscope électronique construit par Ernst Ruska en 1933.

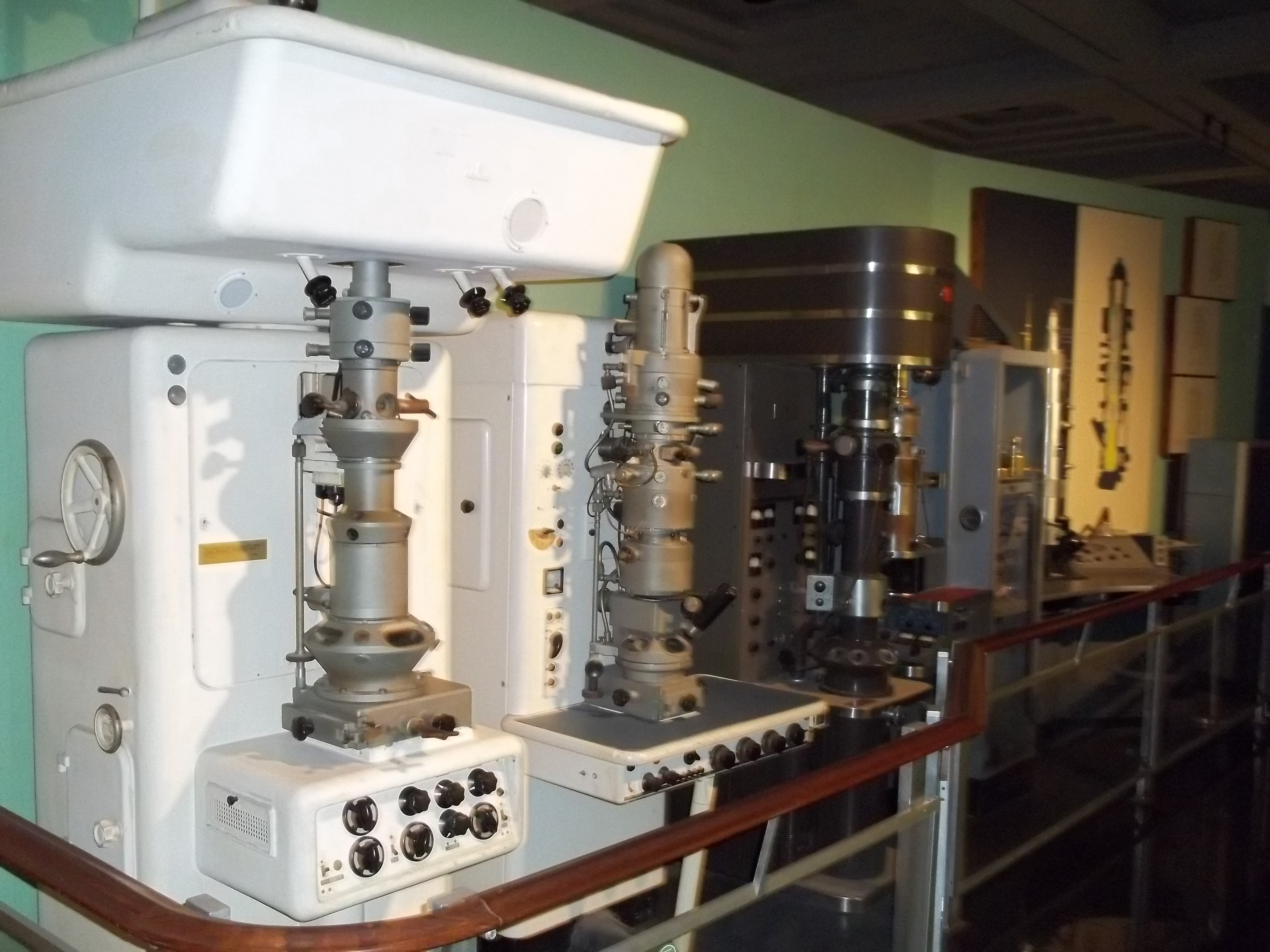
Collection de microscopes électroniques anciens (National Museum of Health & Medicine).

Un microscope électronique est un type de microscope qui utilise un faisceau d'électrons pour illuminer un échantillon et en créer une image très agrandie. Il est inventé en 1931 par des ingénieurs allemands. Les microscopes électroniques ont un pouvoir de résolution supérieur aux microscopes optiques qui utilisent des rayonnements électromagnétiques visibles. Ils peuvent obtenir des grossissements beaucoup plus élevés allant jusqu'à 2 millions de fois, alors que les meilleurs microscopes optiques sont limités à un grossissement de 2 500 fois. Ces deux types de microscopes ont une résolution limitée, imposée par la longueur d'onde du rayonnement qu'ils utilisent. La résolution et le grossissement plus grands du microscope électronique sont dus au fait que la longueur d'onde de De Broglie d’un électron est beaucoup plus petite que la longueur d’onde d'un photon de lumière visible.
Le microscope électronique utilise des lentilles électrostatiques et électromagnétiques pour former l'image en contrôlant le faisceau d'électrons et pour le faire converger sur un plan particulier par rapport à l'échantillon. Le principe est similaire à celui du microscope optique qui utilise des lentilles en verre pour focaliser la lumière sur ou au travers de l'échantillon pour former une image.

## Histoire
À la suite des élaborations théoriques de Louis de Broglie en 1923, on a pu prouver en 1926 que des champs magnétiques ou électrostatiques pouvaient être utilisés comme des lentilles pour les faisceaux d'électrons.
Le premier prototype de microscope électronique est construit en 1931 par les ingénieurs allemands Ernst Ruska et Max Knoll. Ce premier instrument grossissait au mieux les objets de quatre cents fois. Deux ans plus tard, Russjai construisit un microscope électronique qui dépassait la résolution possible d'un microscope optique. Reinhold Rudenberg, le directeur scientifique de Siemens, a breveté le microscope électronique en 1931, stimulé par une maladie dans la famille, pour rendre visible le virus de la poliomyélite. En 1937, Siemens commença à financer Ruska et Bodo von Borries pour mettre au point un microscope électronique. Siemens a également employé le frère de Helmut Ruska pour travailler sur des applications, en particulier avec des spécimens biologiques,.
Durant la même décennie, Manfred von Ardenne commença ses recherches sur le microscope électronique à balayage et son microscope électronique universel. Siemens produisit le premier microscope électronique commercialisé en 1938. Le premier microscope électronique américain fut construit à l'université de Toronto en 1938 par Eli Franklin Burton (en) et les étudiants Cecil Hall, James Hillier et Albert Prebus. Le premier microscope électronique en transmission fut construit par Siemens en 1939. La réalisation d'un microscope électronique à haute résolution ne fut possible qu'après l'invention du stigmateur par Hillier, en 1946 dans les laboratoires de RCA. Bien que les microscopes électroniques modernes puissent grossir les objets jusqu'à deux millions de fois, ils sont toujours basés sur le prototype Ruska. Le microscope électronique est un élément essentiel de l'équipement de nombreux laboratoires. Les chercheurs les utilisent pour examiner les matières biologiques (tels que les micro-organismes et les cellules), une grande variété de molécules, les échantillons de biopsie médicale, les métaux et les structures cristallines et les caractéristiques des différentes surfaces. Le microscope électronique est aussi largement utilisé pour l'inspection, l'assurance qualité et une analyse de défaillance des applications dans l'iie, y compris, notamment, de fabrication de dispositifs à semi-conducteurs.
Une publication (2022) décrit la mesure de vibrations atomiques dans un microscope électronique, qui permet maintenant d'identifier les isotopes chimiques à une échelle sub-nanométrique, qui permettra, à cette résolution, de construire et suivre des domaines isotopiques.

## Types

### Microscope électronique en transmission
La forme originale de microscope électronique, le microscope électronique en transmission (MET) utilise un filament en tungstène comme cathode source d'électrons. Le faisceau d'électrons est accéléré par une anode en général à 100 keV (40 à 400 keV) par rapport à la cathode, concentré par des lentilles électrostatiques et électromagnétiques, et transmis sur la cible qui est en partie transparente pour les électrons et en partie les disperse. Quand il ressort de l'échantillon, le faisceau d'électrons comporte des informations sur la structure de l'échantillon qui sont amplifiées par le système de lentilles de l'objectif du microscope. La variation spatiale de cette information (« l'image ») est vue par projection de l'image électronique agrandie sur un scintillateur, tels que le sulfure de zinc ou le phosphore. L'image peut être enregistrée photographiquement par l'exposition d'un film ou une plaque photographique directement sur le faisceau d'électrons ou une plaque phosphorée à haute résolution peut être couplée au moyen d'un système optique ou d'une fibre optique vers le capteur d'une caméra CCD (Charge-Coupled Device). L'image détectée par le CCD peut être affichée sur un moniteur ou dirigée vers un ordinateur.
La résolution est limitée essentiellement par l'aberration sphérique, mais une nouvelle génération de correcteurs sphériques augmente la résolution. Le logiciel de correction de l'aberration sphérique pour le MET à haute résolution (HRTEM) a permis la production d'images avec une résolution suffisante pour montrer les atomes de carbone dans des diamants, séparés par seulement 0,89 ångström (89 picomètres) et les atomes de silicium à 0,78 ångström (78 picomètres), au grossissement de 50 millions de fois. La capacité à déterminer la position des atomes dans des matériaux a fait de la HRTEM un outil important pour la recherche et de développement dans la nanotechnologie.

### Microscope électronique à balayage

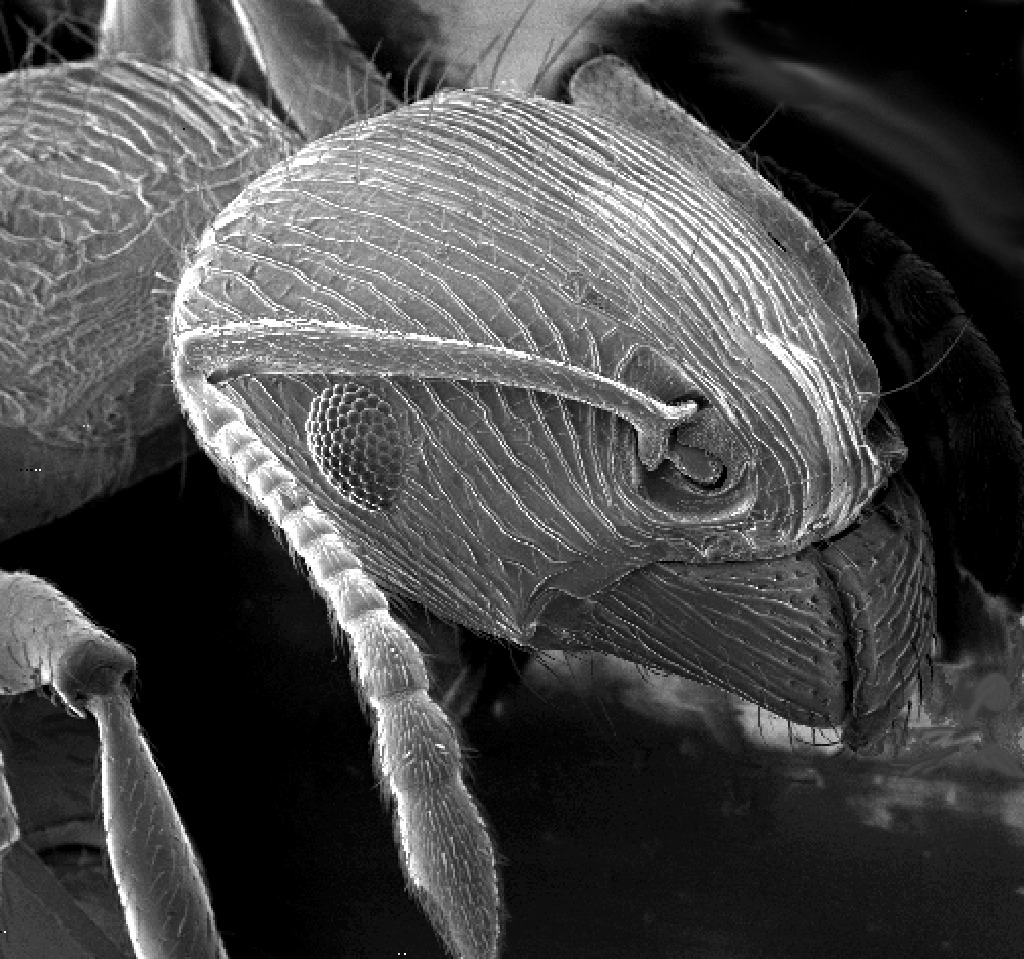
Image d'une fourmi par un microscope électronique à balayage.

À la différence du MET, où le faisceau d'électrons à haute tension porte l'image de l'échantillon, le faisceau d'électrons du microscope électronique à balayage (MEB, ou SEM en anglais) ne peut donner à aucun moment une image complète de l'échantillon. Le MEB produit des images par sondage de l'échantillon avec un faisceau d'électrons qui, concentré, est analysé sur une zone rectangulaire de l'échantillon (raster scanning (en)). Sur chaque point sur l'échantillon le faisceau d'électrons incident perd de l'énergie. Cette perte d'énergie est convertie en autres formes, comme la chaleur, l'émission d'électrons secondaires de basse énergie, l'émission de lumière (cathodoluminescence) ou l'émission de rayons X. L'afficheur du MEB représente l'intensité variable de l'un de ces signaux dans l'image, dans une position correspondant à la position du faisceau sur l'échantillon lorsque le signal a été généré. Dans l'image de la fourmi de droite, l'image a été construite à partir des signaux produits par un détecteur d'électrons secondaires, le mode d'imagerie conventionnelle normal de la plupart des MEB.
En règle générale, la résolution de l'image d'un MEB est d'environ un ordre de grandeur plus faible que celle d'un MET. Toutefois, parce que l'image du MEB repose sur les processus de surface plutôt que sur la transmission, il est en mesure de livrer des images d'objets de plusieurs centimètres avec une grande profondeur de champ, dépendant de la conception et du réglage de l'instrument, et il peut ainsi produire des images qui sont une bonne représentation en trois dimensions de la structure de l'échantillon.

### Microscope électronique par réflexion
Dans le microscope électronique par réflexion, comme dans le microscope électronique en transmission, un faisceau d'électrons est incident sur une surface mais, au lieu d'utiliser la transmission (MET) ou des électrons secondaires (MEB), c'est le faisceau réfléchi d'électrons, dispersés par élasticité, qui est détecté. Cette technique est généralement associée à la diffraction d'électrons de haute énergie en incidence rasante (RHEED en anglais) et la réflexion à haute énergie du spectre de perte (RHELS). Une autre variante est la Spin-Polarized Low-Energy Electron Microscopy (SPLEEM), qui est utilisée pour regarder la microstructure de domaines magnétiques.

### Microscope électronique en transmission à balayage
Le microscope électronique en transmission à balayage (MEBT, ou STEM pour Scanning transmission electron microscopy) est un type de modèle dont le principe de fonctionnement allie certains aspects du microscope électronique à balayage et du microscope électronique en transmission. Une source d'électrons focalise un faisceau d'électrons qui traverse l'échantillon. Un système de lentilles magnétiques permet à ce faisceau de balayer la surface de l'échantillon à analyser.

## Préparation des échantillons

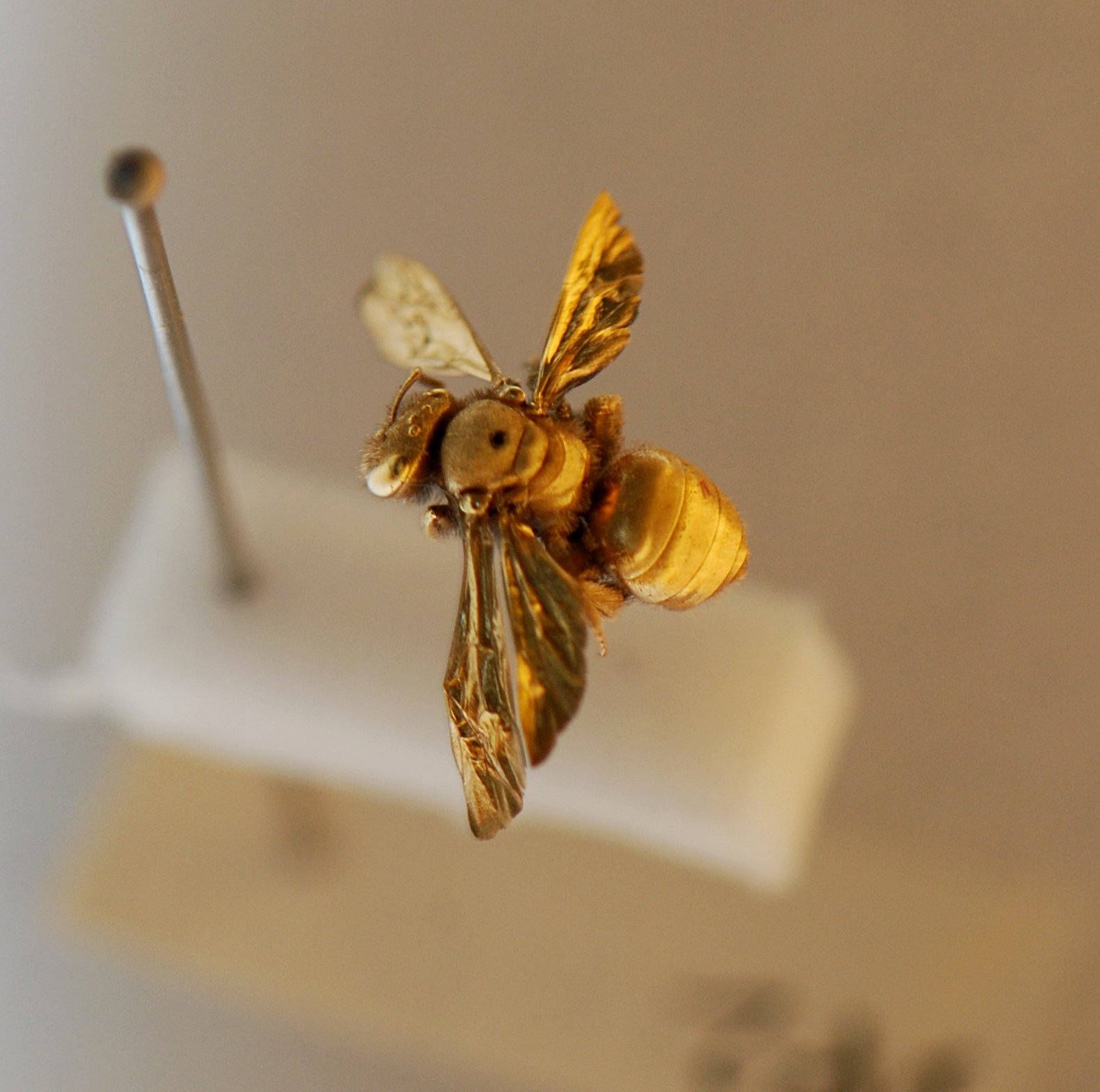
Un insecte recouvert d'or avant d'être examiné avec un microscope électronique à balayage.

Les matériaux appelés à être regardés sous un microscope électronique peuvent nécessiter un traitement afin de produire un échantillon approprié. La technique requise varie selon le modèle et l'analyse requise.
- Fixation chimique pour les spécimens biologiques visant à stabiliser la structure macromoléculaire mobile du spécimen par réticulation chimique des protéines avec des aldéhydes tels que le formaldéhyde et le glutaraldéhyde, et les lipides avec le tétroxyde d'osmium.
- Cryofixation - gel rapide du spécimen, à la température de l'azote liquide voire de l'hélium liquide, afin que l'eau forme de la glace vitreuse (non cristalline). Cela préserve le spécimen dans un état instantané de sa solution. Tout un champ appelé cryo-microscopie électronique est dérivé de cette technique. Avec le développement de la cryo-microscopie électronique de sections vitreuses (CEMOVIS), il est maintenant possible d'observer des échantillons de pratiquement tous les spécimens biologiques dans un état proche de leur état naturel.
- Déshydration - lyophilisation, ou remplacement de l'eau par des solvants organiques comme l'éthanol ou l'acétone, suivi de la phase critique de séchage ou d'infiltration de résines d'enrobage.
- Intégration des spécimens biologiques : après la déshydratation des tissus pour l'observation dans le microscope électronique à transmission, le spécimen est intégré, c'est-à-dire sectionné. Pour ce faire, le tissu est passé au travers de « solvants de transition », tels que le propane et l'époxy puis infiltré avec une résine, telle que la résine époxy Araldite ; les tissus peuvent également être intégrés directement dans l'eau avec de la résine acrylique. Après la polymérisation (durcissement) de la résine, l'échantillon est sectionné en minces tranches et coloré ; il est alors prêt pour l'observation.
- Intégration des matériaux : après incorporation dans la résine, le spécimen est habituellement poli avec un fini de type miroir en utilisant des produits abrasifs ultra-fins. Le processus de polissage doit être effectué avec soin afin de minimiser les rayures et autres artefacts dus au polissage, qui réduisent la qualité de l'image.
- Sectionnement : on produit de fines tranches du spécimen, semi-transparentes aux électrons. Celles-ci peuvent être coupées avec un ultramicrotome au tranchant de diamant, pour produire des tranches sur 60-90 nm d'épaisseur. Des tranchants jetables en verre sont également utilisés car ils peuvent être réalisés en laboratoire et sont beaucoup moins chers.
- Métallisation : utilisation de métaux lourds comme le plomb, l'uranium ou le tungstène pour disperser les électrons d'imagerie et donc donner du contraste entre différentes structures, étant donné que de nombreux matériaux (notamment les biologiques), sont à peu près « transparents » aux électrons (objets à faible phase). En biologie, les spécimens peuvent être soit traités « en bloc » avant l'intégration, soit plus tard, après lamélisation. Généralement les fines tranches sont colorées pendant plusieurs minutes avec une solution aqueuse alcoolisée d'acétate d'uranyle, puis de citrate de plomb aqueux.
- Freeze-fracture ou gel-etch : mode de préparation particulièrement utile pour l'examen des membranes de lipides et des protéines intégrées en vue de face. Les tissus frais ou cellules en suspension sont congelés rapidement (cryofixed), puis fracturés par simple cassure ou à l'aide d'un microtome, tout en étant maintenus à la température de l'azote liquide. La surface froide fracturée (parfois « gravée » en augmentant la température à environ −100 °C pendant plusieurs minutes pour que la glace se sublime) est ensuite contrastée avec des vapeurs de platine ou d'or, à un angle moyen de 60° dans un évaporateur à vide. Une deuxième couche de carbone, pulvérisé perpendiculairement au plan moyen de la surface est souvent appliquée pour améliorer la stabilité du revêtement. Le spécimen est ramené à température et pression ambiante, puis la réplique métallique extrêmement fragile est détachée de la matière biologique sous-jacente par une délicate digestion chimique par des acides, une solution d'hypochlorite ou des détergents SDS. Le reste, encore flottant, est soigneusement lavé des résidus chimiques, soigneusement accroché sur les grilles du microscope, séché puis observé dans le MET.
- Ion Beam Milling : amincissement de l'échantillon jusqu'à ce qu'il soit transparent aux électrons par bombardement d'ions (en général d'argon) de la surface.
- Conductive Coating - ultrathin : Une couche de matériau conducteur électrique est déposée, soit par évaporation sous vide de haut en bas, soit par pulvérisation sous vide sur l'échantillon. Ceci est effectué pour éviter l'accumulation de champs électriques statiques dans l'échantillon, en raison de la nécessaires irradiation d'électrons au cours de l'imagerie. Ces couches comprennent de l'or, or/palladium, du platine, du tungstène, du graphite, etc. et sont particulièrement importantes pour l'étude des spécimens en microscopie électronique à balayage. Une autre raison d'appliquer un tel revêtement, même quand il y a assez de conductivité, est d'améliorer le contraste, ce que l'on fait plus couramment lors de l'utilisation d'un FESEM (émission de champ MEB). Quand de l'osmium est utilisé, il est possible d'appliquer une couche plus mince qu'avec l'un des revêtements mentionnés précédemment[14].

## Inconvénients

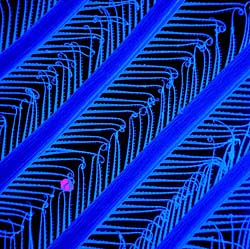
L'image au microscope électronique à balayage représente une partie de la structure du filtre du krill antarctique : les soies de premier ordre portent des soies de second ordre. Ces dernières sont alignées en forme de V, en direction du gosier. La boule rose montrée coincée dans les soies du second ordre mesure un micromètre, il est possible que ce soit une bactérie. Pour représenter toute la surface de cette structure, il faudrait juxtaposer 7500 exemplaires de cette image.

Les microscopes électroniques sont chers à construire et à entretenir, mais les coûts de fabrication et de fonctionnement des systèmes de microscopie confocale dépassent maintenant ceux des microscopes électroniques de base. Les microscopes électroniques sont dynamiques plutôt que statiques dans leur fonctionnement, nécessitant la fourniture d'une haute tension très stable, de courants à chaque bobine électromagnétique / lentille extrêmement stables, vide ou ultra-vide continuellement pompé, et un refroidissement par circulation d'eau des lentilles et des pompes. 
Comme ils sont très sensibles aux vibrations et aux champs magnétiques externes, les microscopes, pour permettre des résolutions supérieures, doivent être logés dans des bâtiments stables (parfois souterrains), avec des systèmes spéciaux tels que des systèmes d'annulation du champ magnétique. Certains microscopes électroniques de bureau à faible tension ont des capacités MET à très faible tension (autour de 5 kV), sans tension d'alimentation stricte, sans eau de refroidissement ni isolement de vibrations. Ils sont beaucoup moins coûteux à l'achat et bien plus facile à installer et à entretenir, mais n'ont pas la même résolution ultra-élevée (échelle atomique) que de plus grands instruments.
Les échantillons doivent généralement être examinés dans le vide, car les molécules qui composent l'air dispersent les électrons. Une exception est le microscope électronique à balayage environnemental, qui permet à des échantillons hydratés d'être observés à basse pression (jusqu'à 2,7 kPa) en milieu humide. Les microscopes électroniques à balayage sont habituellement plus efficaces pour des matériaux semi-conducteurs ou conducteurs, mais des matériaux non conducteurs peuvent être traités par des microscopes électroniques à balayage environnemental. Une technique de préparation consiste à enrober l'échantillon avec une couche de quelques nanomètres de matériau conducteur, comme l'or, à partir d'une machine à pulvérisation cathodique, mais ce processus peut perturber les échantillons délicats.
Les spécimens petits et stables tels que les nanotubes de carbone, les frustules des diatomées et petits cristaux de minéraux (les fibres d'amiante, par exemple) ne nécessitent pas de traitement spécial avant d'être examinés dans le microscope électronique. En ce qui concerne les échantillons de matériaux hydratés, presque tous les spécimens biologiques doivent être préparés de diverses façons pour les stabiliser, réduire leur épaisseur (ultrathin sections) et pour accroître leur contraste (coloration). Ces processus peuvent mener à des artefacts, mais ils peuvent généralement être identifiés en comparant les résultats obtenus à l'aide de méthodes de préparation radicalement différentes. Les scientifiques travaillant dans le domaine estiment généralement, après comparaison des résultats des différentes techniques de préparation, qu'il n'y a pas de raison qu'elles produisent toutes des artefacts similaires, et qu'il est donc raisonnable de croire que les images fournies par la microscopie électronique correspondent à la réalité des cellules vivantes. En outre, les résultats à plus haute résolution ont été directement comparés aux résultats de la cristallographie aux rayons X, en fournissant une confirmation indépendante de la validité de cette technique. Depuis les années 1980, l'analyse de spécimens cryofixés ou vitrifiés, est aussi devenue de plus en plus utilisée par les scientifiques, qui confirment la validité de cette technique,,.